# Хрущёвская антирелигиозная кампания

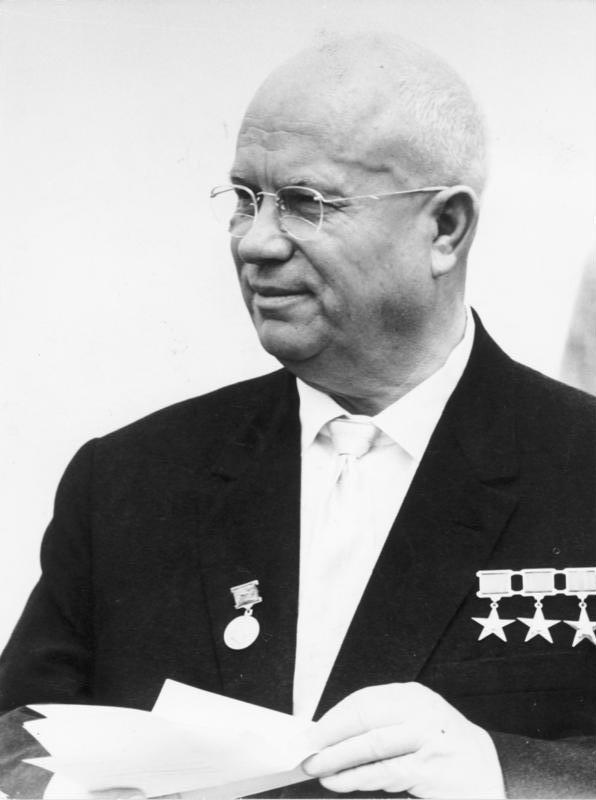
Инициатор кампании — Никита Хрущёв

Хрущёвская антирелигио́зная кампа́ния (хрущёвские гонения на религию, хрущёвские гонения на Церковь) — период обострения борьбы с религией в СССР, пик которого пришёлся на 1958—1964 годы. Названа по имени руководителя страны того периода — первого секретаря ЦК КПСС Никиты Хрущёва, которому приписывается публичное обещание к концу нововведённой семилетки, то есть к 1965 году (в некоторых источниках — к 1975 году, к 1980 году), «показать последнего попа по телевизору».
В 1964 году, ещё до отстранения Никиты Хрущёва от всех партийных и государственных постов (на пленуме ЦК КПСС 14 октября 1964 года), антирелигиозная кампания пошла на спад, хотя в целом антирелигиозная политика была продолжена, изменились только её формы и методы.
Многие исследователи и религиозные деятели сходятся во мнении, что хрущёвская кампания стала наиболее тяжёлым временем для религиозных организаций СССР после Великой Отечественной войны.

## Причины
Американский историк Вальтер Заватски предположил, что одной из причин начала кампании стала борьба Хрущёва за власть. На фоне разоблачения культа личности Сталина и провозглашённого после смерти Сталина коллективного руководства страной, Хрущёв постепенно отодвинул от власти своих конкурентов, перешёл к единоличному правлению и начал насаждать собственный культ личности. При этом, как писал Заватски, «если Сталин держался сдержанно и молчаливо, то Хрущёва его неуёмная натура вынуждала „фонтанировать“» все годы единоличного управления страной, вплоть до самого момента его смещения с поста руководителя Советского государства.
Вторая причина, о которой пишет ряд исследователей, носила идеологический характер — к концу 1950-х годов Хрущёв начал вынашивать планы о планомерном переходе от социализма к коммунизму, в рамках которого религии уже не было места в новом, коммунистическом обществе: «Он был убеждённым коммунистом, и именно его преданностью коммунистической идеологии объясняются не только перегибы в образовательной и сельскохозяйственной политике, за которые Хрущёву сильно досталось, но и совершенно неоправданная с точки зрения политики атака на религию… религия превращалась в ненужный балласт и чрезвычайно удобного козла отпущения», — писал Заватски.

## Особенности
Историки выделяют несколько особенностей, характерных именно для этой кампании.

### Цель — перевоспитание
Религиовед Лев Митрохин делил гонения на религию в СССР на два этапа: «воинствующий атеизм» (1920—1930-е годы) и «научный атеизм» (1950—1980-е годы). В годы «воинствующего атеизма» гонения были направлены на физическое истребление наиболее активных верующих, которые рассматривались как носители враждебной советскому государству идеологии. Однако в годы войны верующие с оружием в руках доказали свою преданность советской Родине. Поэтому позднее, в годы «научного атеизма», верующих стали считать частью советского общества, пусть и «заблудшей». В годы «научного атеизма» гонения были ориентированы на «перевоспитание» верующих, а также выставление их в неприглядном свете в глазах всего остального общества.
Сущность нового политического курса была определена в третьей Программе КПСС, принятой в 1961 году. Здесь религия названа «пережитками капитализма в сознании и поведении людей», а борьба против этих пережитков — «составной частью работы [КПСС] по коммунистическому воспитанию».
По мнению историка Елены Панич, ключевым в новой Программе КПСС стало слово «воспитание». Оно означало, что теперь партия намерена осуществлять не диктатуру пролетариата, а воспитывать достойных членов социалистического (а в перспективе — коммунистического) общества. Прописанный в этой же Программе КПСС «моральный кодекс строителя коммунизма» предусматривал, что члены социалистического общества должны сочетать в себе «духовное богатство, моральную чистоту и физическое совершенство».

### Тотальность кампании
Второй особенностью кампании стал её небывалый размах. Борьба с религией велась силами не только правоохранительной системы, но и партийных и советских органов власти, руководства и коллективов предприятий, профсоюзов, комсомола, общественных организаций. «Эта тотальность гонений должна была создать для верующих атмосферу отвержения, культурной изоляции, в которой они чувствовали бы себя гражданами второго сорта, изгоями общества, недостойными вместе со всем народом войти в светлое будущее. Одна советская поэтесса писала в те годы: „Молиться можешь ты свободно, но так, чтоб слышал Бог один“», — отметил историк Владимир Степанов.

### Антисектантский акцент
Третьей отличительной чертой кампании была её направленность. По мнению историка Татьяны Никольской, эта кампания велась против всех религий и конфессий СССР, однако в то же время она носила ярко выраженный антисектантский характер. Так, если в 1930-е годы термины «церковники» и «сектанты» звучали одинаково негативно, то теперь слово «сектанты» звучало особенно ругательно. Именно им было посвящено значительное количество антирелигиозных публикаций в СМИ, литературных произведений и кинофильмов. Председатель Совета по делам религиозных культов при Совете министров СССР Алексей Пузин в закрытом докладе в 1964 году отмечал, что главным образом «сектанты» незаконно привлекались к судебной ответственности.
В 1961 году Советом министров СССР была принята «Инструкция по применению законодательства о культах», где говорилось: «Не подлежат регистрации религиозные общества и группы верующих, принадлежащие к сектам, вероучение и характер деятельности которых носит антигосударственный и изуверский характер: иеговисты, пятидесятники, истинноправославные христиане, истинноправославная церковь, адвентисты-реформисты, мурашковцы и т.п.».
Ленинградский уполномоченный Совета по делам религиозных культов Н. М. Васильев в 1965 году констатировал сложившийся стереотип: «Среди рядовых, а часто и руководящих работников партийно-советского аппарата под воздействием печати или других факторов принято считать, что верующие русской православной церкви — это одно, терпимы ещё и другие исповедания, а вот сектанты — это какое-то уродство непонятное, и, несмотря на добросовестное отношение к труду, дисциплину, верующие сектанты в сравнении с другими верующими ставятся в разряд лиц, которые не заслуживают полноценного политического доверия».
Вместе с тем, православный историк Михаил Шкаровский отмечал, что главные «атаки» были направлены против православной церкви. Так, за 1958—1964 годы число её приходов уменьшилось на 5863, а религиозных объединений других конфессий — только на 865. Общая численность последних в 1965 году достигла 60 % от количества православных храмов, что явно не соответствовало распределению населения страны по вероисповеданиям.

## Предшествующий этап (1954—1957 годы)
7 июля 1954 года вышло постановление ЦК КПСС «О крупных недостатках в научно-атеистической пропаганде и мерах её улучшения». В нём отмечалось оживление деятельности «церкви и различных религиозных сект» и рост числа граждан, отправляющих религиозные обряды. В связи с этим партийным, комсомольским организациям, Министерству просвещения СССР и профсоюзам предписывалось проводить антирелигиозную работу «систематически, со всей настойчивостью, методом убеждения, терпеливого разъяснения и индивидуального подхода к верующим людям».
Однако на тот момент руководство страной было все ещё коллективным, и спустя четыре месяца (10 ноября 1954 года) было принято новое постановление «Об ошибках в проведении научно-атеистической пропаганды среди населения», которое в книге «История философии», изданной в годы хрущёвской антирелигиозной кампании (1957—1965), было названо переломным моментом в критике основ религиозного мировоззрения в СССР. Оно осуждало использование клеветы, оскорблений, административного вмешательства в деятельность религиозных организаций, «вместо развёртывания систематической кропотливой работы по пропаганде естественнонаучных знаний и идейной борьбы с религией».
В итоге широкомасштабные гонения так и не начались. По мнению историка Дмитрия Поспеловского, «период 1955—1957 годов можно считать самым „либеральным“ для верующих после 1947 года».
В полной мере антирелигиозная кампания началась после XX съезда КПСС, когда власть Хрущёва укрепилась. Началом кампании можно считать выход секретного постановления ЦК КПСС «О записке отдела пропаганды и агитации ЦК КПСС по союзным республикам „О недостатках научно-атеистической пропаганды“» от 4 октября 1958 года. Оно обязывало партийные, комсомольские и общественные организации развернуть пропагандистское наступление на «религиозные пережитки».

## Методы
Методы хрущёвской антирелигиозной кампании были разнообразными:
- Давление на религиозных лидеров➤
- Пропагандистская кампания➤
- Ликвидация религиозных организаций и снос культовых зданий➤
- Увеличение налогового бремени на религиозные организации➤
- Уголовное преследование верующих➤
- Преследование за «тунеядство»➤
- Изъятие детей из семей верующих➤

### Давление на религиозных лидеров
Центральные органы религиозных организаций в СССР были близки к ликвидации вследствие репрессий 1930-х годов. Однако в ходе Великой Отечественной войны политика Иосифа Сталина по отношению к религии смягчилась: в 1943 году по инициативе Сталина был проведён Архиерейский собор Русской православной церкви, который избрал митрополита Сергия на Патриарший престол, а в 1944 году создан Всесоюзный совет евангельских христиан-баптистов — орган, руководящий объединёнными евангельскими христианами и баптистами (к которым позже была присоединена часть пятидесятников). Возобновилась также деятельность Всесоюзного совета адвентистов седьмого дня (который, впрочем, в 1960 году был распущен).
Легальные религиозные лидеры оказались в сложном положении: будучи людьми верующими, они были вынуждены всё время балансировать между интересами верующих и политической линией атеистического государства. С одной стороны, наличие централизованного руководства позволяло конфессиям существовать легально, что в агрессивной среде само по себе много значило. С другой стороны, стремясь и дальше оставаться легальными, они были вынуждены искать компромисса, порой заходя слишком далеко.
После начала кампании, на протяжении 1959 года, патриарх Алексий I пытался добиться аудиенции Хрущёва, но безрезультатно. Встречаться ему приходилось с председателем Совета по делам РПЦ Георгием Карповым и его преемником Владимиром Куроедовым.
В 1960 году Куроедов провёл операцию по отстранению от всех занимаемых постов второго лица Московской патриархии митрополита Крутицкого и Коломенского Николая, который отказался безропотно сотрудничать с властями в их мероприятиях по «ограничению религиозной деятельности».
В 1961 году под давлением Куроедова Патриарх Алексий I ограничил роль настоятелей в приходах чисто богослужебно-пастырскими обязанностями, передав все хозяйственно-финансовые функции исполнительным органам религиозной общины (прихода), то есть приходскому совету и старосте, которые фактически назначались органами государственной власти. Чтобы получить «единогласное одобрение» этих антиканонических новшеств со стороны епископата, Патриарх помог Куроедову созвать архиереев в Троице-Сергиевой лавре 18 июля 1961 года и под предлогом участия в богослужениях провёл там организованный в глубокой тайне Архиерейский собор. Попытка отдельных архиереев во главе с архиепископом Ермогеном (Голубевым) добиться их отмены в 1965 году, после смещения Хрущёва, была пресечена властями.
Всего в те годы около двухсот православных священнослужителей отреклись от церковной деятельности. Как правило, власти добивались отречения путем шантажа, священники подвергались клевете, обвинялись в мифических преступлениях. В отчаянии некоторые соглашались на отречение. Были и те, кто, утратив веру, старался ещё и заработать на этом. По свидетельству Н. П. Горетого, пресвитера общины пятидесятников города Находки, их местный «отреченец» Фёдор Мячин находился в конфликте со своей общиной из-за супружеской неверности. Работая шофёром, он совершил ДТП. Местный сотрудник КГБ пообещал ему освободить его от уголовной ответственности в обмен на «разоблачения изуверов-пятидесятников». Мячин согласился и стал автором книги «Мой разрыв с сектантами-трясунами».
Давление оказывалось и на другие христианские конфессии. Так, в декабре 1959 года на Пленуме ВСЕХБ «в обстановке давления со стороны внешних» были приняты «Положение о Союзе евангельских христиан-баптистов в СССР» и «Инструктивное письмо старшим пресвитерам ВСЕХБ». Там рекомендовалось ограничить допуск к крещению молодёжи до 30 лет, не приводить на богослужения детей, «изжить» выступления приезжих проповедников, домашние собрания, поездки в другие общины, помощь нуждающимся и даже декламацию стихов. От пресвитеров требовалось «сдерживать нездоровые миссионерские проявления» (то есть фактически не проповедовать неверующим) и «строго соблюдать законодательство о культах» (то есть нести скорее юридическую, чем духовную работу). Эти требования шли вразрез с вероучением и убеждениями евангельских христиан-баптистов. Недовольство в общинах этими документами, вкупе с общим недовольством методами хрущёвской антирелигиозной кампании, повлекло за собой неожиданные и крайне нежелательные как для государства, так и для руководителей ВСЕХБ последствия в виде создания нелегального оппозиционного Совета церквей ЕХБ.

### Пропаганда

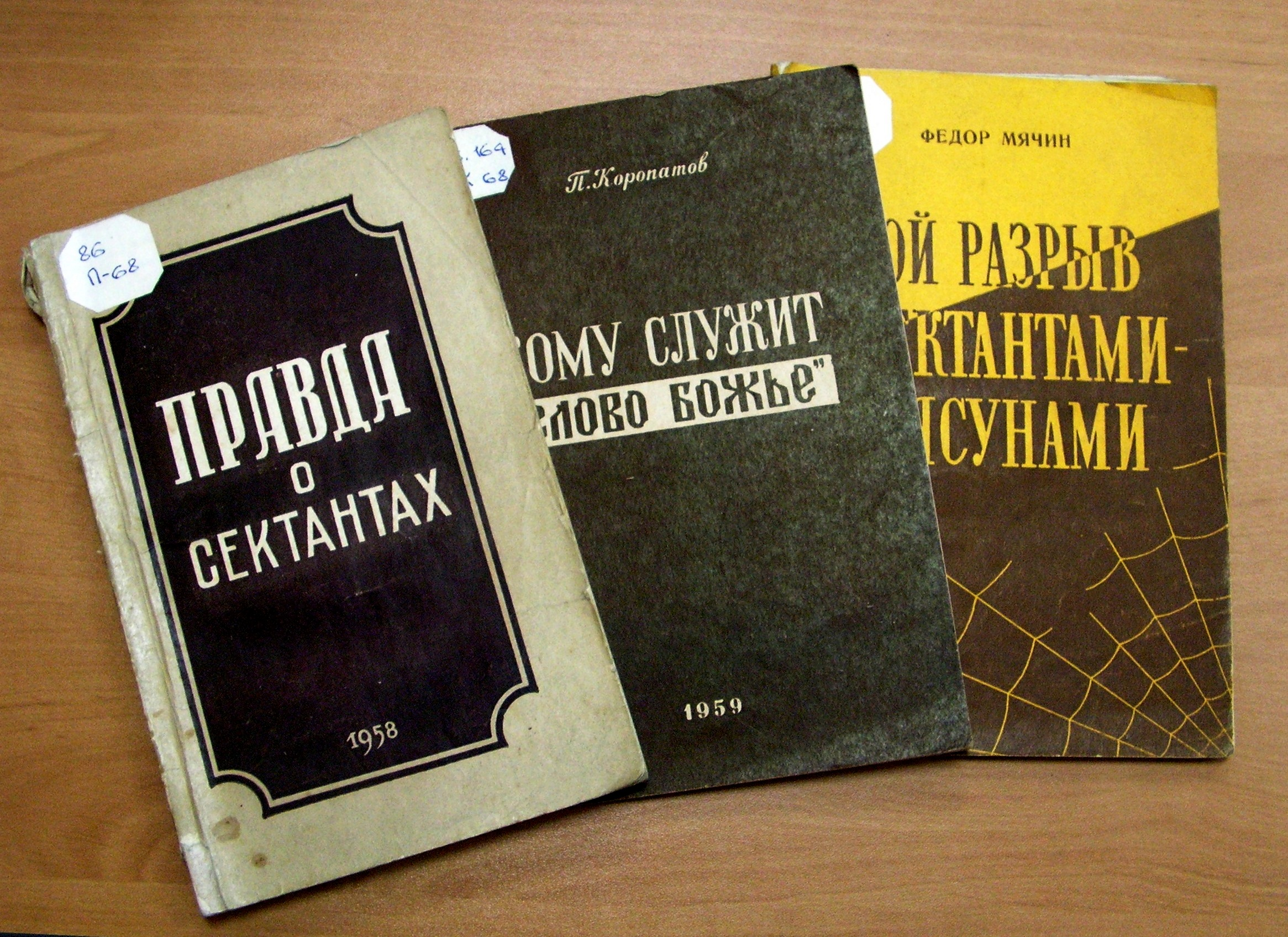
«Правда о сектантах», «Кому служит „слово божье“», «Мой разрыв с сектантами-трясунами» — «антисектантские» книги, изданные Приморским книгоиздательством в 1958—1959 года в рамках хрущёвской антирелигиозной кампании

До Великой Отечественной войны главным органом антирелигиозной пропаганды был Союз воинствующих безбожников, однако во время войны он приостановил свою деятельность, а впоследствии его функции перешли к обществу «Знание». Оно не было столь массовым. В компетенцию общества входила организация антирелигиозных лекций, обучение лекторов и подготовка методической литературы. Под эгидой общества выходил научно-популярный пропагандистский журнал «Наука и религия».
Основную роль в пропаганде играли не лекции, а произведения кино, литературы и вал антирелигиозных публикаций в СМИ. Для публикаций СМИ того времени характерна была высокая эмоциональность, они больше были направлены не на доказательство истинности атеизма, а на возбуждение враждебности к верующим остальной части населения. В отношении верующих часто использовались такие эмоциональные эпитеты, как «фанатики», «мракобесы», «изуверы», «святоши» и т. д. По воспоминаниям православного священника Александра Меня, «не было газеты, будь то „Советский спорт“ или какая-нибудь местная „Вперёд“, где бы ежедневно не долбилось, не долбилось…». По данным историка Сергея Фирсова, «только за 1961—1962 гг. издательства страны выпустили в свет 667 атеистических книг и брошюр, общим тиражом 11 млн экземпляров».
Важная роль в пропагандистской части кампании отводилась антирелигиозным выступлениям бывших священнослужителей и верующих, отрёкшихся от Бога. Наибольший резонанс получило отречение от Бога профессора Ленинградской духовной академии РПЦ протоиерея Александра Осипова в декабре 1959 года. Немало таких случаев было у протестантов. Газеты того времени часто печатали и перепечатывали подобные истории (статьи республиканских газет перепечатывали областные, областных — районные), многие из этих статей потом выпускались в отдельных печатных сборниках. Некоторые из отрекшихся активно участвовали в кампании против своих бывших единоверцев: выступали свидетелями обвинения на судах против верующих, сочиняли антирелигиозную литературу. Так, Осипов до смерти продолжал писать антицерковные книги и даже стал соавтором многократно издававшейся в СССР «Настольной книги атеиста».

#### Фильмы и художественная литература времён кампании
Советские писатели, кинематографисты, журналисты получили социальный заказ на выпуск антирелигиозных произведений.
В этот период появились повести «Чудотворная» и «Чрезвычайное» В. Ф. Тендрякова, «Грешница» Н. С. Евдокимова, «Тучи над Борском» С. Л. Лунгина и И. И. Нусинова, «Спасите наши души!» С. Л. Львова и другие.
По многим из них были сняты фильмы. Например, выход кинокартины «Тучи над Борском» стал заметным событием того времени, — несмотря на явные несуразности сюжета и незнание авторами объекта своего творчества (например, по ходу картины пятидесятники совершенно необъяснимо с точки зрения своего вероучения и просто здравого смысла пытаются распять главную героиню Ольгу).
За период кампании были сняты следующие фильмы:
- 1959 — Иванна
- 1960 — Чудотворная
- 1960 — Тучи над Борском
- 1960 — Люблю тебя, жизнь
- 1961 — Анафема
- 1961 — Обманутые
- 1962 — Армагеддон
- 1962 — Исповедь
- 1962 — Конец света
- 1962 — Грешница
- 1962 — Грешный ангел
- 1962 — Цветок на камне
- 1962 — Небесная история (мультфильм)
- 1963 — Всё остаётся людям

Людмила Мазур и Олег Горбачёв отмечали, что эти фильмы: «при всём разнообразии сюжетов сводились к одной идее: религия — это заблуждение, недостойное советского человека, которое можно преодолеть только в борьбе <…> В этой борьбе основное место отводилось не „воинствующим безбожникам“ как раньше, а близким людям — любимым, друзьям, то есть тому окружению, в котором живет верующий. Изменились и способы борьбы — не высмеивание и разоблачение верующих как врагов, а их перевоспитание. Кино этого времени попыталось раскрыть причины роста религиозности и указать путь для её искоренения».
Эксперт в области кинематографа Александр Фёдоров констатировал: «Максимально заточенные на прямое отражение политических решений „верхов“, советские антирелигиозные фильмы эпохи 1950-х — 1980-х годов выполняли предназначенные им „сверху“ функции: обвиняли церковь и верующих в разнообразных грехах и старались внушить широкой аудитории атеистические взгляды». Характеризуя творческий уровень их создателей, Фёдоров отмечал: «Нельзя не признать, что выдающиеся мастера экрана в целом стремились дистанцироваться от антирелигиозной тематики. Атеистический госзаказ выполнялся в основном кинематографистами второго и третьего ряда».
Отдельные эпизоды, высмеивающие и очерняющие «служителей культа», вкраплялись в фильмы, в целом далёкие от антирелигиозной тематики. Например, «Берегись автомобиля», «Королева бензоколонки» и другие.

### Ликвидация религиозных организаций
Одним из главных направлений кампании стала ликвидация религиозных организаций на местах. Совет по делам Русской православной церкви и Совет по делам религиозных культов (в 1965 году объединённые в один Совет по делам религий) принимали меры к снятию с регистрации (и отказам в регистрации) религиозных общин, закрытию монастырей, храмов, домов молитвы, мечетей, синагог.
Если в 1958 году количество храмов в Русской Церкви составляло 13 414, то в 1960 году их было уже 13 008. В течение следующих лет хрущевского правления число церквей и молитвенных домов ежегодно уменьшалось на одну — на полторы тысячи. В 1965 году у Русской православной церкви осталась 7 551 церковь. Из действовавших в 1947 году восьми духовных семинарий РПЦ после хрущёвской кампании осталось только три (из них две — при академиях). Были закрыты кафедральные соборы в Риге, Кишинёве, Полтаве, Виннице, Новгороде, Орле. Резко уменьшилось число городских и особенно сельских церквей. В областных центрах количество приходов сократилось до одного-двух. Действующие храмы в районных центрах стали редкостью. Наибольший урон понесли Украина, Белоруссия и Молдавия — в западных районах страны власти часто ссылались на то, что службы в местных церквах начались при нацистской оккупации, то есть незаконно. В 1963 году общее число православных приходов в СССР по сравнению с 1953 годом было сокращено более чем вдвое. В 1959 году РПЦ имела 63 монастыря и скита (из них 40 — на территории Украины, 14 в Молдавии, три — в Белоруссии, четыре — в республиках Прибалтики и два — в РСФСР). К середине 1960-х годов осталось только 16 монастырей, число монашествующих, сохранивших монастырскую прописку, сократилось с 3000 до 1500. К 1961 году «регистрацию» (право совершать богослужения) имело 8252 священника и 809 дьяконов, к 1967 году священников оставалось 6694, дьяконов — 653.
Закрытие храмов осуществлялось под разными предлогами: поводом могло служить то обстоятельство, что церковь была открыта в войну на оккупированной территории по разрешению немецких властей. Поводом могло быть нахождение церкви рядом со школой, церковь могла служить помехой для движения транспорта. Храм могли закрыть временно по причине эпидемии, затем держать в «карантине» и впоследствии снять с регистрации. Уполномоченные широко пользовались предоставленным им правом снимать с регистрации служителя культа или отказывать ему в регистрации без объяснения причин. Храм оставался без богослужения, после чего закрывался по причине отсутствия в нём служб.
В ряде регионов у протестантов не осталось ни одной легальной общины (например, в Приморском крае). В результате общины вынужденно проводили богослужения нелегально. В это время распространилась практика проведения богослужений в лесах. Подыскивались и другие места, например, Владивостокская община евангельских христиан-баптистов на протяжении нескольких лет проводила богослужения — под открытым небом, на развалинах дома молитвы, который городские власти снесли и запрещали восстановить.

### Разрушение храмов

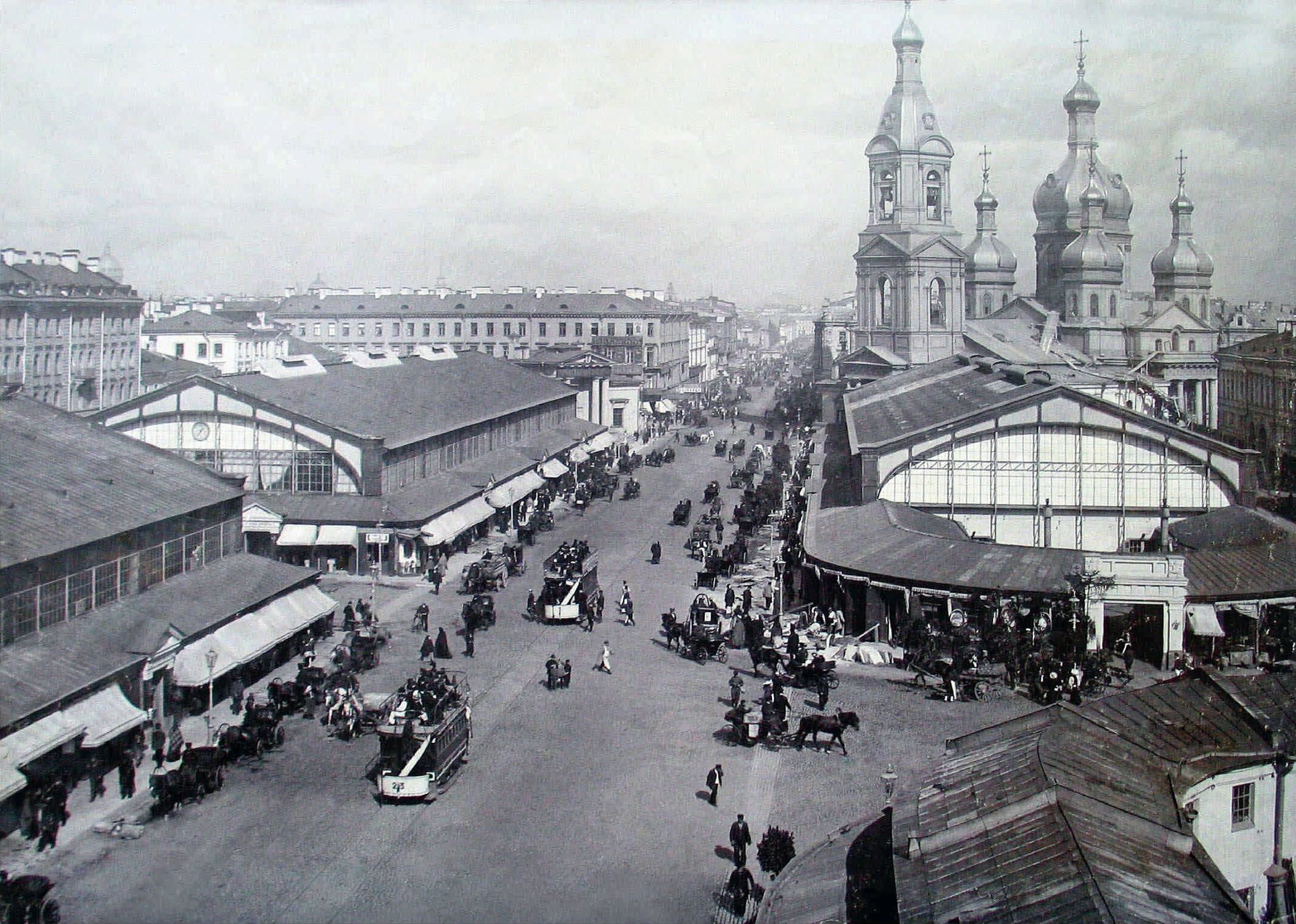
Церковь Успения Пресвятой Богородицы, возвышающаяся над Сенной площадью Санкт-Петербурга. Фото 1900 года. Была взорвана в 1961 году

За время антирелигиозной кампании были снесены многие храмы, среди них немало ценных архитектурных памятников — Преображенский храм на Преображенской площади в Москве, Троицкий собор в Стрельне, церковь Спаса на Сенной и Дмитриевская греческая церковь в Санкт-Петербурге, Воскресенский собор — старейшее здание Красноярска, Николаевский собор в Полоцке, Софийский собор в Гродно. В некоторых случаях, когда молитвенные здания становились жертвой городских строительных планов — на месте церквей намеренно проектировались новые дома или проезжая часть улиц.
Профессор Александр Трофимов описывает посещение министра культуры Екатерины Фурцевой в составе комиссии искусствоведов и реставраторов, пытавшейся спасти некоторые храмы:

Екатерина Алексеевна сделала гримасу, обозначавшую полное неудовольствие, и… сказала, что, по ее мнению, памятников у нас в стране слишком много и всеми ими заниматься невозможно, да и ни к чему. У государства есть вопросы поважней сохранения памятников. Тут она повторила весьма расхожее в то время выражение: «Мы подходим к коммунизму, а людям жить негде!» К ужасу… всех присутствующих, она стала говорить о намерении снести все, что нам мешает строить коммунистические города. Кто-то из комиссии… спросил Фурцеву, какими же должны быть, по ее мнению, коммунистические города. Она ответила, что архитекторы должны это лучше знать, но уж, конечно, без церквей.

### Финансовый пресс
Борьба с религией в значительной степени велась за счёт средств, изымаемых у самих религиозных организаций, поставленных под неослабный финансовый контроль. Значительную часть пожертвований верующих Богу приходы были вынуждены передавать в «Советский фонд мира», который, фактически, превратился в «чёрную кассу» КПСС.

### Уголовное преследование
В октябре 1960 года был принят новый Уголовный кодекс РСФСР. В числе новаций было изменение статьи 142 («Нарушение законов об отделении церкви от государства»), наказание по которой было увеличено до трёх лет лишения свободы. Статья 227, карающая за создание группы (в том числе религиозной), «причиняющей вред здоровью» и посягающей на личность и права граждан, предусматривала до пяти лет лишения свободы. Учитывая накал страстей антирелигиозной кампании, эти статьи нередко трактовались слишком широко. В 1961—1964 годах по этим статьям были осуждены 806 верующих, при этом некоторые из них впоследствии были признаны невиновными — частично или полностью. Например, двое активистов общины пятидесятников города Мыски Кемеровской области, приговорённые к пяти годам в 1963 году, были освобождены в 1965 году. Пятеро адвентистов седьмого дня из Иркутской области, приговорённые в 1963 году к различным срокам, получили досрочное освобождение или полную реабилитацию.
В январе 1964 года в Барнаульской тюрьме скончался евангельский христианин-баптист Николай Хмара, осуждённый вместе с ещё двумя членами своей общины. Родственникам выдали закрытый гроб с его обезображенным пытками телом. Позднее председатель Верховного Суда СССР Лев Смирнов признал, что Хмара «в тюрьме избивался, что и явилось причиной его смерти», и что приговор ему отменён за отсутствием состава преступления.

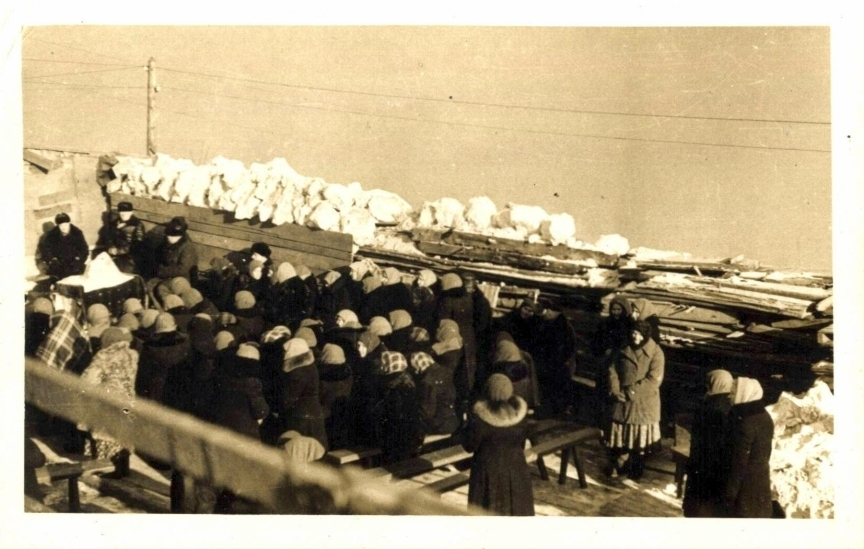
Богослужение Владивостокской церкви евангельских христиан-баптистов на развалинах дома молитвы, снесённого городскими властями в 1959 году

Нередко против верующих использовались обычные уголовные статьи. Например, во Владивостоке трое евангельских христиан-баптистов — Шестовской, Москвич и Ткаченко — были приговорены в 1963 году каждый к одному году реального лишения свободы за хулиганство. Когда их община на развалинах снесённого по распоряжению городской администрации дома молитвы проводила богослужение, то на крыше близлежащего сарая расположилась съёмочная группа местного телевидения, которая делала съёмки для очередного «антисектантского» фильма. Трое верующих остановили трещащую камеру и отняли у оператора кассету, чтобы предъявить её в качестве вещественного доказательства в милиции. Именно этот поступок и был расценен как «хулиганство».
В апреле 1961 года в городе Дрезне Московской области состоялся судебный процесс над группой московских пятидесятников, который готовился целый год и широко освещался в советских СМИ. Главным обвиняемым был молодой проповедник Иван Федотов, который, по словам прихожанки Красиной, якобы подстрекал её принести в жертву 12-летнюю дочь Таню. Федотов получил 10 лет заключения (реабилитирован в 1996 году), остальные подсудимые — Василий Ряховский, Иван Корчагин, Михаил Афонин, Федосья Клинина и Мария Смирнова — от двух до пяти лет. Существует предположение, что сценарий фильма «Тучи над Борском» Семён Лунгин и Илья Нусинов написали под влиянием этого дела.
Большой простор для уголовного преследования «служителей культа» давала статья о неуплате налогов (при этом их доходы финансовые органы, как правило, многократно завышали). В 1960—1961 годах за «финансовые злоупотребления» были репрессированы даже архиереи Московской патриархии — Иов (Кресович) и Андрей (Сухенко). Судебные дела против православных клириков прошли по всей стране. Пресса умело раздувала эти дела, зная, что за клевету наказаний не будет.

### «Тунеядство»
4 мая 1961 года в РСФСР был принят указ о борьбе с тунеядством (полное название: «Об усилении борьбы с лицами (бездельниками, тунеядцами, паразитами), уклоняющимися от общественно-полезного труда и ведущими антиобщественный паразитический образ жизни»).
Этот указ широко применялся в ходе антирелигиозной кампании для борьбы со священнослужителями разных конфессий, которые, в представлении авторов указа, вели «антиобщественный паразитический образ жизни» и извлекали из своей деятельности «нетрудовые доходы». В качестве наказания указ предусматривал от двух до пяти лет высылки в специально отведённые места (как правило, отдалённые посёлки со сложными климатическими и бытовыми условиями). Причём высылка за тунеядство назначалась не только по приговорам народных районных (городских) судов, но и по общественным приговорам, вынесенным коллективами трудящихся по предприятиям, цехам, учреждениям, организациям, колхозам и колхозным бригадам.
Всего, по данным Совета по делам религиозных культов при Совете Министров СССР, в 1961—1964 годах было выслано в отдалённые районы более 400 верующих.
Даже официальное трудоустройство не всегда спасало от высылки. Указ от 4 мая 1961 года мог трактовать официальное трудоустройство как создание видимости добросовестного труда.
Так, например, в городе Спасске-Дальнем Приморского края судили пресвитера местной общины ЕХБ Василия Лавринова — ветерана Великой Отечественной войны, в прошлом — начальника местного отделения милиции и коммуниста. Его обвинили в том, что он живёт на пожертвования верующих и якобы купил себе автомобиль. В ходе следствия выяснилось, что автомобиля у него нет, а есть велосипед с моторчиком, на котором он ездит на предприятие, где работает жестянщиком. Однако это не помешало устроить над ним показательный общественный суд во Дворце культуры цементников. Причём время, потраченное на хождение к следователю, ему зачли как прогулы. В итоге он был приговорён к пяти годам высылки.

### Дети
Принятая на XXII съезде Третья Программа КПСС предусматривала, что к 1980 году в СССР будет построен коммунизм. Соответственно, предполагалось, что современная молодёжь будет жить в условиях, где нет места религии. Поэтому особое внимание уделялось атеистическому воспитанию детей. В школе естественные науки и история преподавались с атеистических позиций. Атеизм прививался (в основном, успешно) в пионерской и комсомольской организациях.
Сложнее было с детьми верующих, которые получали религиозное воспитание в семье. Этот вопрос мог решаться путём провоцирования конфликта между детьми и родителями. Так, например, когда в январе 1961 года в городе Находка семиклассница Люба Мезенцева отреклась от родителей-пятидесятников и высказала пожелание жить в детском доме, то и одноклассники, и руководство школы, и комсомольское руководство выступили в её поддержку.
Другой, ещё более радикальной мерой, стало лишение верующих родительских прав. Особенно часто это практиковалось в отношении тех конфессий, которые были причислены к «изуверским» (пятидесятники, адвентисты-реформисты, свидетели Иеговы). В одном только Красноярском крае в 1961—1964 годах у верующих родителей было отобрано 25 детей. В Ленинграде у семьи баптистов Микрюковых отобрали шестерых детей и передали под опеку 23-летнему Роберту Малозёмову, отрёкшемуся от веры. В 1962 году в Зелёном городе Днепропетровской области семью адвентистов Залозных лишили родительских прав на четырёх сыновей (8-13 лет) из-за того, что мальчики не посещали школу по субботам.
Сотрудничавшая с Московской Хельсинкской группой правозащитница Лидия Воронина, побывавшая в 1976 году у пятидесятников Находки, писала потом:
«Известны многие случаи насильственного отбирания детей у родителей и помещения их в интернаты. Дети Воевых (1961, Находка) несколько раз убегали из интерната, но их вылавливали с собаками и отправляли обратно. Известен также случай, когда власти решили отобрать ещё не родившегося ребёнка по достижении им 9-месячного возраста».
Процедура изъятия детей зачастую происходила путём инспирирования приговоров общественных судов, а самих верующих при этом выставляли безумными и злобными фанатиками.

## Реакция верующих

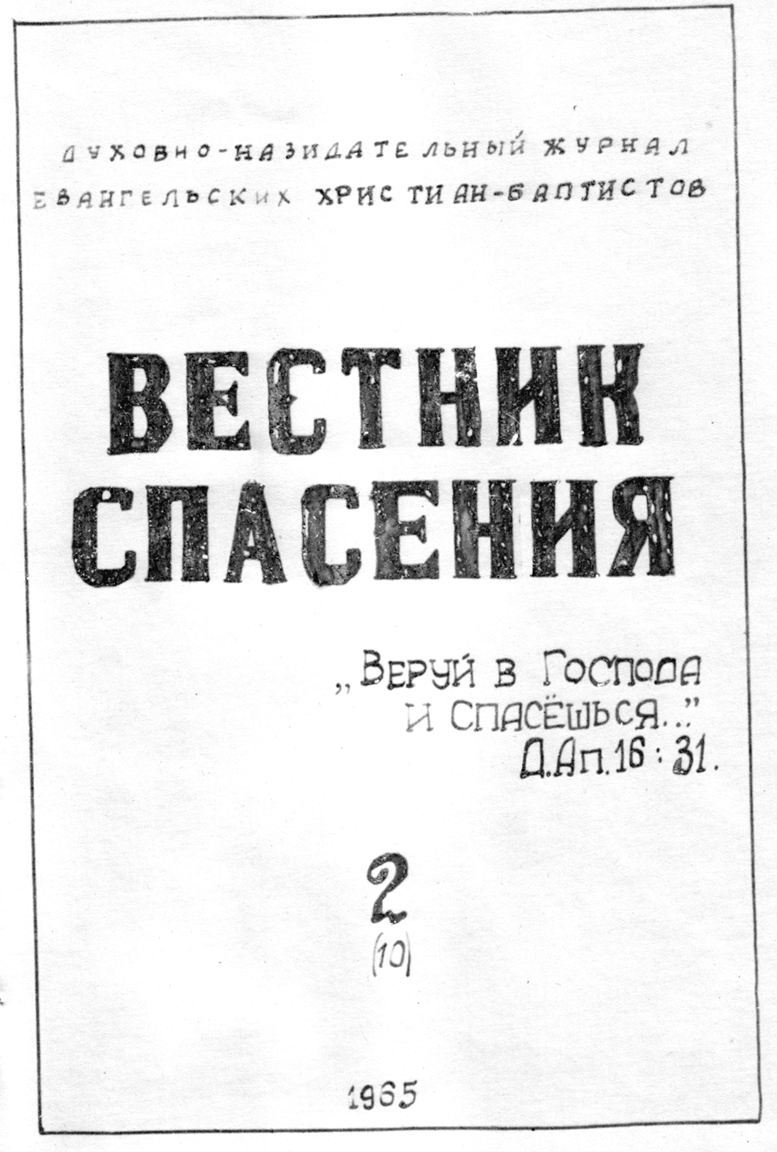
Обложка журнала «Вестник спасения», 1965 год, издавался с 1963 года. Первые номера изготавливались рукописным способом и нелегально тиражировались с помощью гектографа. В церквях номера журнала нередко переписывались от руки. Впоследствии нелегальные типографии были объединены в издательство «Христианин». Журнал выходит до настоящего времени под названием «Вестник истины»

Государственная власть требовала от религиозных лидеров безусловной политической лояльности; они, ища компромисса с властью, принимали порой решения, идущие вразрез с интересами своей конфессии.
В качестве реакции на это в среде протестантов в СССР возникло оппозиционное движение, приведшее к расколу ВСЕХБ и формированию альтернативного межцерковного органа — Совета Церквей ЕХБ (СЦ ЕХБ). Во главе этого движения стояли молодые пресвитеры — Геннадий Крючков, Георгий Винс и другие.
Как отмечала историк Елена Панич, «в среде евангельских христиан-баптистов возникло фактически две точки зрения касательно запрещённого служения. Одна из них неофициально воплощалась ВСЕХБ и состояла в том, что запрещающие документы „не вечны“, поэтому если поместным церквям удастся в практике повседневной жизни их нарушить без особого для себя ущерба, то это состояние можно считать нормальным. Вторая точка зрения не сразу, но постепенно, сформировалась в среде оппозиционного движения и активно проповедовалась сторонниками Совета церквей. Она состояла в том, что необходимо организовать массовое движение верующих с требованиями изменить советское законодательство. Но для этого, по их мнению, необходимо было сначала искоренить то приспособленчество служителей ВСЕХБ, которое позволяло этой институции существовать в условиях тоталитарного государства и которое Совет церквей считал греховным отступлением от Божьей истины».
СЦ ЕХБ впервые заявил о себе в 1961 году (на тот момент стоящие во главе движения пресвитеры именовались «Инициативной группой»), а к 1963 году окончательно сформировался и выпустил первый номер своего официального печатного органа — журнала «Вестник Спасения» (выходящего под названием «Вестник Истины» и поныне).
СЦ ЕХБ игнорировал советское законодательство о религии. Было создано издательство «Христианин» — сеть подпольных типографий в разных уголках СССР, печатавших духовную литературу сначала примитивными гектографами («синькой»), а затем на более высоком полиграфическом уровне. При СЦ ЕХБ был создан Совет родственников узников — орган, оказывающий помощь верующим, в результате гонений оказавшимся в местах лишения свободы, и их семьям. Практически все церкви, входящие в СЦ ЕХБ, не имели регистрации (позднее отсутствие государственной регистрации церквей стало принципиальным требованием к церквям). Богослужения проводились по квартирам, частным постройкам, а иногда и на поляне в лесу. В 1966 году СЦ ЕХБ организовал массовую акцию протеста у здания ЦК КПСС в Москве.
Похожие движения, хотя и не столь массовые, возникли и в других конфессиях. У пятидесятников появилось братство нерегистрированных общин, ныне оформленное как Объединённая церковь христиан веры евангельской. Кроме того, у пятидесятников получило распространение движение «эмиграционников», которые открыто боролись за право эмиграции из СССР по религиозным мотивам. Своё движение «нерегистрированных» имело место и у адвентистов седьмого дня. У православных существовавшие ещё с 1920-х годов «катакомбные общины» пополнялись священниками, лишёнными регистрации и возможности служить легально при Хрущёве.

## Реакция общества
Массированная антирелигиозная кампания оставила глубокий след в общественном сознании. Пропагандистам, стремившимся не просто доказать ошибочность воззрений верующих, но и идеологически оправдать в глазах общества насильственные методы борьбы с религией, отчасти удалось этого достичь. Советские антирелигиозные фильмы («Тучи над Борском», «Чудотоворная», «Армагеддон», «Грешница», «Конец света», «Цветок на камне») в сочетании с другими средствами пропаганды вызвали негативное отношение к верующим даже на бытовом уровне.
По воспоминаниям Анатолия Краснова-Левитина: «Мы были при этом изолированы от всех. Казалось, Церковь в России обречена. Патриархия <…> срывала попытки организовать какое-либо сопротивление или предать гласности факты вопиющих безобразий. <…> В то же время Церковь была совершенно изолирована и от нарождающейся оппозиции. Бунтующая молодёжь, которая в это время устраивала демонстрации, митинги, чтения стихов на площади Маяковского, просто не замечала Церкви, и Церковь не имела с ней решительно никаких связей».
Так, Варвара Горетая (жена пресвитера пятидесятнической общины г. Находка Н. П. Горетого) после отправки мужа в исправительно-трудовой лагерь, осталась одна с шестью детьми и долго не могла найти работу. Потом всё-таки сумела устроиться санитаркой в детской больнице. Через некоторое время главврач больницы сказала ей: «Я бы с удовольствием перевела Вас на кухню, там очень нужны такие честные и умелые люди, но не могу, так как Вы баптистка (баптистами часто называли всех „сектантов“, будь они хоть адвентистами или пятидесятниками), и люди знают, что Вы можете отравить молоко». Это говорилось многодетной матери, растившей детей в очень тяжёлых условиях.
Впрочем, иногда антирелигиозная пропаганда имела и обратный эффект, пробуждая в людях интерес к верующим. Н. П. Горетой вспоминал: «Органы КГБ в газетах „Находкинский рабочий“, в краевой „Правде Дальнего Востока“ обливали нас, дальневосточных пятидесятников, большими ушатами самой зловонной грязи. Но „не бывает худа без добра“ — так гласит старая русская пословица. О наших молитвенных собраниях в Находке, в поселке, именуемом Американка, мало кто знал. А поскольку в газетах был адрес нашего молитвенного дома, то многие заинтересовались, что мы за люди».

## Итоги
Как отмечал Михаил Шкаровский: «Откровенные гонения на Церковь не принесли желаемых результатов. „Хрущевская“ кампания явно провалилась. Она противопоставляла верующих и советскую систему вместо того, чтобы обратить людей в атеистов; загнала религиозную жизнь в подполье, что было для режима опаснее, чем открытая религиозность; привлекла симпатии многих неверующих, безразличных людей к страданиям верующих, пробудила интерес мировой общественности к положению Церкви в Советском Союзе».
Стабильность выстроенных в послевоенное время отношений между государством и верующими была нарушена: государство получило крайне нежелательные для себя нелегальные организации вроде СЦ ЕХБ и его аналогов в других конфессиях, состоящие из людей глубоко убеждённых в своей правоте, жертвенных и дисциплинированных. До самого падения Советской власти государство так и не смогло справиться с этими организациями. Преследования продолжились, хотя и стали менее интенсивными. Скорее всего, антирелигиозная кампания не привела к существенному сокращению числа верующих. Более того, в отдельных местностях за хрущёвский период даже увеличилось число крещений. Например, в Тамбовской области в 1957 году были крещены 32,9 % родившихся детей, а в 1964 году — 53,6 % родившихся детей.
Антирелигиозная кампания показала, что уничтожить религию крайне сложно, и впредь советское государство вынуждено было вести себя более осмотрительно.

## Комментарий
1. ↑  Численность зарегистрированного духовенства на 1 января 1957 года превышала 12 тыс. человек[источник не указан 1112 дней].
2. ↑  Например, Почему мы порвали с религией. Сборник. М.: Политиздат, 1958. 212 стр. тир. 150 тыс.; Почему мы порвали с религией: Сборник / Сост. В. И. Голубович. М.: Госполитиздат, 1959; Почему мы порвали с религией: Сборник / Сост. Е. И. Колмогоров. М., 1960. — 112 с.; Мы порвали с религией (рассказы бывших верующих) / Сост. Мезенцев В. А. Изд. 2, испр. и доп. — М.: Воениздат, 1963. — 512 с.
3. ↑  Такая формулировка употреблена в послании ВСЕХБ от 29 января 1961 г., которое было призвано утихомирить бурю возмущения новым Положением о Союзе ЕХБ и Инструктивным письмом 1960 г., а также осудить деятельность «инициативной группы». В нём, в частности, говорилось: «Возлюбленные братья и сестры! Положение ВСЕХБ, инструктивные письма и тому подобное — не вечны: они могут изменяться от условий и времени. „Сердце мудрого знает время и устав“ (Эккл. 8:5). Остается вечным и незыблемым наш Господь, Его Святое слово, Его Святая Церковь и любовь к ней Того, Кто искупил её Своей драгоценной кровью» (Центральный государственный архив высших органов власти Украины, ф. 4648, оп. 2, д. 454, с. 39).